# Julia Orlamünde
Julia Orlamünde (* 18. Juni 1964; † 29. April 2008) war eine deutsche Altorientalistin.

## Leben
Julia Orlamünde studierte an der Humboldt-Universität zu Berlin ab 1986 Hebraistik. Das Zentralinstitut für Alte Geschichte und Archäologie der Akademie der Wissenschaften der DDR erstellte ihr einen Sonderstudienplan für das Fach Altorientalistik. In diesem Rahmen befasste sich Orlamünde mit der akkadischen, der aramäischen und der ugaritischen Sprache sowie mit Ivrith, dem Neugriechischen und dem Türkischen. Von 1991 bis 1998 studierte sie an der Freien Universität Berlin Altorientalistik, Vorderasiatische Archäologie und Judaistik. Ihre Magisterarbeit trug den Titel „Das hethitische Orakelprotokoll KUB 5.1+“. Der ca. 440 Zeilen lange Text wurde 1922 bekannt, aufgrund der schwierigen Grammatik fand er keine Beachtung. Orlamünde war die erste Wissenschaftlerin, der die Analyse des als „wirr“ erachteten Textes gelang. Ab April 1998 arbeitete sie in der Redaktion der Zeitschrift Altorientalische Forschungen. Ab April 2001 war sie wissenschaftliche Mitarbeiterin am Institut für Altorientalistik der Freien Universität Berlin. 
Orlamünde war am Assur-Projekt beteiligt, in dem die früheren Ausgrabungen in dieser Stadt neu- oder erstmals wissenschaftlich bearbeitet werden. Sie identifizierte und beschrieb 241 Obeliskenfragmente aus Assur, vorwiegend von Obelisken Assurnasirpals II. und Salmanassars III. aus dem 9. Jh. v. Chr. Mit ihrer Arbeit wurde das Wissen über neuassyrische Obelisken erheblich erweitert. Ihr gelang es erstmals drei unterschiedliche Typen von Obelisken zu identifizieren. Ihre Arbeit an den Orthostaten wurde von Steven Lundström weitergeführt und ebenfalls publiziert.

## Schriften (Auswahl)
- Das hethitische Orakelprotokoll KUB 5.1+ 1998 (Magisterarbeit)
- Überlegungen zum hethitischen KIN-Orakel. In: T. Richter, D. Prechel, J. Klinger: Kulturgeschichten. Altorientalistische Studien für Volkert Haas zum 65. Geburtstag. Saarbrücken 2001, S. 295–311.
- Zur Datierung und historischen Interpretation des hethitischen Orakelprotokolls KUB 5.1+. In: Gernot Wilhelm: Akten des IV. Internationalen Kongress für Hethitologie Würzburg. Würzburg 2001, S. 511–523.
- Die Steinorthostaten Assurnaṣirpals II. aus Assur: Ein Überblick über die Funde aus den Grabungen der Deutschen Orient-Gesellschaft 1903–1914. In: Mitteilungen der Deutschen Orient-Gesellschaft zu Berlin, Nr. 136 (2004), ISSN 0342-118X, S. 195–215.
- Die Orthostatenplattenfragmente aus dem „Haus des Buchsbaums“ von Tiglat-Pileser I. in Assur. In: Mitteilungen der Deutschen Orient-Gesellschaft zu Berlin, Nr. 139 (2007), Benedict Press, Münsterschwarzach, ISSN 0342-118X
- Die Obeliskenfragmente aus Assur. Wissenschaftliche Veröffentlichungen der Deutschen Orient-Gesellschaft 135 (2011), Wiesbaden, ISBN 978-3-447-06514-6.
- Steven Lundström und Julia Orlamünde: Die Orthostaten Tiglat-Pilesers I. und Assurnasirpals II. aus dem Alten Palast von Assur. Wissenschaftliche Veröffentlichungen 136 (2011), Wiesbaden, ISBN 978-3-447-06510-8.